# Palazzo del viceconte
Il palazzo del viceconte è un edificio civile sito nel comune di Cerreto Sannita.

## Storia
Venne costruito all'indomani del terremoto del 5 giugno 1688 all'incrocio della cartoniera ducale, con la facciata principale rivolta verso la "piazza di mezzo" (Corso Giuseppe D'Andrea), l'arteria principale della cittadina. Il suolo scelto per edificare il palazzo, di forma quadrangolare, era situato al di sopra della Collegiata di San Martino. La sua costruzione fu voluta da Nicola Mendillo, mercante di panni lana, esponente di una fra le più illustri famiglie cerretesi dell'epoca.
A seguito della morte di Nicola e dello sposalizio di suo figlio Orazio con Antonia Mazzacane, baronessa di Sassinoro, costoro, trasferitisi nel feudo di Sassinoro, lasciarono il palazzo incompiuto nella parte meridionale come si può chiaramente evincere ancora oggi dal portale che è decentrato rispetto al prospetto e che, nel progetto originario, doveva essere affiancato da altri due più piccoli.
Nella prima metà del XVIII secolo fu dato in usufrutto ai conti Carafa che lo destinarono a residenza del viceconte. Costui era un uomo di fiducia dei feudatari, curava i loro interessi ed aveva anche poteri di polizia. Il palazzo diventerà così il simbolo dell'oppressione feudale. Uno fra i più spietati viceconti, Tommaso Casselli, usava dare udienza in una camera del piano nobile adiacente al salone.
Nel 1737 l'Universitas (l'amministrazione comunale), gravata da diversi debiti pregressi e stanca di dover pagare innumerevoli imposte e diritti feudali, intentò una nuova lite contro i conti Carafa presso il Sacro Regio Consiglio presentando trentacinque capi di gravame riguardanti principalmente gli esosi donativi concessi ai feudatari, al viceconte ed ai suoi protetti, le carcerazioni arbitrarie e le imposte sui panni lana. In risposta i feudatari inviarono centoventi soldati che, guidati dal viceconte Casselli, il 2 febbraio irruppero in un'assemblea di cittadini arrestando e punendo molti dei partecipanti. Tutti i cerretesi, tranne i pochi che appoggiavano i Carafa, in prenda al panico, si rifugiarono nelle chiese e nei conventi. Le persone più colte furono incriminate con l'intento di far ritirare la lite. Per quaranta giorni nessuno uscì per strada e nessuno lavorò finché il re Carlo III, colpito da alcune suppliche, ordinò alla Regia Camera della Sommaria di verificare se ci fosse stato uso di giustizia e la stessa Corte provvide tempestivamente richiamando gli atti e ordinando la scarcerazione dei detenuti.
La presentazione del ricorso al Sacro Regio Consiglio mise in allarme il conte ed il viceconte che cercarono in tutti i modi, anche con la forza, di convincere i cittadini a ritirare l'esposto. Il viceconte Casselli guidò da questo palazzo la reazione feudale: assoldò dei malviventi che, armati di "volpini" (nervi di bue), giravano per la città con l'obbiettivo di mietere terrore e di punire gli eletti dell'Universitas. Gli episodi di violenza furono molteplici: il messo che portava notizie dal tribunale di Napoli fu schiaffeggiato e bastonato; il 16 giugno furono percossi gravemente e senza motivo tre negozianti; il 26 giugno fu assalito e preso a calici ed a pugni un altro cerretese; a luglio un altro cittadino fu percosso a sangue in piazza; nei mesi successivi altri cerretesi furono feriti gravemente. Il viceconte Casselli, artefice di tanta violenza, respinse le querele, e allo scopo di diffamare le più importanti famiglie cerretesi dell'epoca diede alle stampe un pamphlet nel quale scriveva che ben trentadue famiglie cerretesi erano composte da giocatori, adulteri, usurai, idolatri, ladri, truffatori, incestuosi, falsari e cornuti. Ma la violenza non si fermò solo alle bastonate e alle percosse: allo scopo di colpire l'onore di una delle famiglie che avevano sostenuto il ricorso al Regio Consiglio, il viceconte Casselli ordinò di verificare pubblicamente lo stato di verginità della giovane Carminia Landolfo.
Terminati i roventi anni dei contrasti fra il potere feudale e i sudditi cerretesi ed estinto l'usufrutto che era stato concesso ai conti Carafa, il palazzo nel 1759 fu venduto dal barone Orazio Mendillo ai fratelli Giovan Battista e, Domenico Antonio e Lorenzo Della Fazia per 1200 ducati. I nuovi proprietari restaurano e abbellirono l'edificio, dotandolo di stuccature e pregevoli decorazioni. Nel 1818 i Della Fazia si estinsero e tutti i beni di questa casata, compreso il palazzo, passarono a Domenico Capuano. Costui, definito dai contemporanei "poeta dialettale di bizzarro ingegno", diventerà famoso per le sue poesie anticlericali e a favore del brigantaggio.

## Descrizione
La facciata principale è abbellita da decorazioni ad intonaco restaurate nel 2008. Il portale, costituito da bugne a punta di diamante forse provenienti da Cerreto antica, immette in un androne caratterizzato dal fatto che è sopraelevato rispetto al piano stradale. Le originali finestre del piano nobile sono state sostituite successivamente da balconi in pietra. La facciata prospiciente il giardino è arricchita da un bel terrazzo sorretto da due alte arcate in pietra e tufo grigio.